# Alfred Götze (Prähistoriker)
Alfred Götze (auch Goetze, * 1. Juni 1865 in Weimar; † 20. November 1948 in Römhild) war ein deutscher Prähistoriker. Götze kann als der erste im Fach Ur- und Frühgeschichte promovierte und später auch tätige Wissenschaftler bezeichnet werden. Er war lange Zeit in der Bodendenkmalpflege in Berlin und Brandenburg tätig und Gründer und langjähriger Leiter des Steinsburgmuseums in Römhild.

## Leben und Werk
Alfred Götze wurde am 1. Juni 1865 in Weimar geboren und ist dort aufgewachsen. Nach dem Besuch des Weimarer Wilhelm-Ernst-Gymnasiums von 1875 bis 1886 studierte er in Jena bei Friedrich Klopfleisch, bei dem er 1890 im Hauptfach „Kunstgeschichte mit besonderer Betonung der vorgeschichtlichen Zeit“ mit einer der ersten prähistorischen Dissertationen zum Thema „Die Gefäßformen und Ornamente der neolithischen schnurverzierten Keramik im Flußgebiete der Saale“ promoviert wurde. Im Jahre 1890 führte Goetze Grabungen am Bärenhügel bei Wohlsborn nördlich von Weimar durch. Anschließend setzte er sein Studium in Jena, Berlin und München bis 1894 fort. Im selben Jahr nahm er an den Ausgrabungen von Wilhelm Dörpfeld in Troja teil. Anschließend fand er eine feste Anstellung an der prähistorischen Abteilung des Königlichen Museums für Völkerkunde in Berlin bei Albert Voß, wo er bereits im Winter 1887/1888 als Volontär gearbeitet hatte. 1906 bis 1908 übernahm er nach dessen Tod die kommissarische Leitung und arbeitete als wissenschaftlicher Museumsbeamter unter Carl Schuchhardt und Wilhelm Unverzagt, zuletzt als Direktorialassistent. Ab 1914 war er Staatlicher Fundpfleger der Provinz Brandenburg. Nachdem ihm schon 1908 der Titel Professor verliehen worden war, wurde Götze 1920 Kustos des Berliner Museums und zum ordentlichen Professor an der Universität Berlin ernannt. Nach dem Tod seines Kollegen Gustaf Kossinna 1931 wurde er dessen Nachfolger als Vorsitzender der Gesellschaft für Deutsche Vorgeschichte. 1925 wurde er Ehrenmitglied der Niederlausitzer Gesellschaft für Anthropologie und Altertumskunde. Im Jahr 1903 wurde er zum Mitglied der Leopoldina gewählt.
Bereits ab der Jahrhundertwende war Götze stark für die Steinsburg bei Römhild engagiert und reiste während seiner Sommerurlaube häufig nach Südthüringen. 1914 zog er in den „Keltenhof“, ein kleines Einfamilienhaus am Kleinen Gleichberg, ein. Unermüdlich trat er für die Zusammenführung aller Steinsburgfunde ein und gab den Anstoß zum Bau des Steinsburgmuseums. 1928 schied er auf eigenen Wunsch aus dem preußischen Staatsdienst aus und leitete bis zu seinem Tod am 20. November 1948 in Römhild ehrenamtlich das 1929 eröffnete Steinsburgmuseum. In diese Zeit fallen unter anderem archäologische Ausgrabungen am Ulmenweg (1919), im Bereich der Grabbrunnenmauer (1934/35) und die Freilegung der Michaeliskapelle (1935–1940). Götzes Wunsch folgend übernahm Gotthard Neumann, mit dem er nicht zuletzt auf Grund dessen Tätigkeit als Staatlicher Vertrauensmann für die vor- und frühgeschichtlichen Bodenaltertümer Thüringens seit den 1930er Jahren bekannt und auch befreundet war, 1949 die Steinsburgforschung und die fachliche Betreuung des Museums.
Seine Grabstätte ist in Weimar auf dem historischen Friedhof. In Römhild, dessen Ehrenbürger Götze 1929 geworden ist, erinnert neben dem Steinsburgmuseum auch eine Prof.-Götze-Straße an ihn.
Befreundet war Götze mit dem russischen Archäologen Pierre Mavrogordato aus Berlin, den er nach Römhild holte.

## Schriften (Auswahl)
Das Schriftenverzeichnis Götzes umfasst ca. 370 Titel zur Ur- und Frühgeschichte. Stellvertretend seien genannt:
- Die Gefässformen und Ornamente der neolithischen schnurverzierten Keramik im Flussgebiete der Saale. Jena 1891, (Jena, Universität, Dissertation, 1891; online).
- Das neolithische Gräberfeld von Rössen und eine neue keramische Gruppe. In: Zeitschrift für Ethnologie. Bd. 32, Abt.: Verhandlungen der Berliner Gesellschaft für Anthropologie, Ethnologie und Urgeschichte. 1900, S. 237–253.
- Gotische Schnallen (= Germanische Funde aus der Völkerwanderungszeit.). Wasmuth, Berlin 1907.
- Die vor- und frühgeschichtlichen Denkmäler des Kreises Ostprignitz (= Die Kunstdenkmäler der Provinz Brandenburg. Bd. 1, Tl. 2, Beiheft). Voss, Berlin 1907, (online).
- als Herausgeber mit Paul Höfer und Paul Zschiesche: Die vor- und frühgeschichtlichen Altertümer Thüringens. Curt Kabitzsch (A. Stubers Verlag), Würzburg 1909, (Digitalisat).
- Die altthüringischen Funde von Weimar. (5.–7. Jahrhundert nach Chr.) (= Germanische Funde aus der Völkerwanderungszeit.). Wasmuth, Berlin 1912, (Digitalisat).
- Die vor- und frühgeschichtlichen Denkmäler des Kreises Westprignitz (= Die Kunstdenkmäler der Provinz Brandenburg. Bd. 1, Tl. 1, Beiheft). Voss, Berlin 1912.
- Die Steinsburg bei Römhild nach den neueren Untersuchungen. In: Prähistorische Zeitschrift. Bd. 13/14, 1921/1922, S. 19–83, doi:10.1515/prhz.1922.13-14.1.19.
- Führer auf die Steinsburg bei Römhild. Gadow, Hildburghausen 1922, (Mehrere Auflagen).